# Mimophyscius breviscutata
Mimophyscius breviscutata is een keversoort uit de familie Mycteridae. De wetenschappelijke naam van de soort is voor het eerst geldig gepubliceerd in 1898 door Fairmaire.